# Instituto de Ginecologia da Universidade Federal do Rio de Janeiro
O Instituto de Ginecologia (IG) é uma unidade de ensino, pesquisa e extensão que compõe o complexo médico-hospitalar da Universidade Federal do Rio de Janeiro (UFRJ). Fundado em 1947, localiza-se no Hospital Moncorvo Filho, no centro do Rio de Janeiro.